# 뷰티플 라이프
《뷰티플 라이프》(Beautiful Life)는 SBS의 월화드라마이다.